# Falkville
Falkville is een plaats (town) in de Amerikaanse staat Alabama, en valt bestuurlijk gezien onder Morgan County.

## Demografie
Bij de volkstelling in 2000 werd het aantal inwoners vastgesteld op 1202.
In 2006 is het aantal inwoners door het United States Census Bureau geschat op 1185, een daling van 17 (-1,4%).

## Geografie
Volgens het United States Census Bureau beslaat de plaats een oppervlakte van
9,5 km², geheel bestaande uit land. Falkville ligt op ongeveer 337 m boven zeeniveau.

## Geboren
- Al Turney (1941), songwriter

## Plaatsen in de nabije omgeving
De onderstaande figuur toont de plaatsen in een straal van 24 km rond Falkville.